# EMA 2011
EMA 2011 je potekala 27. februarja 2011. Vodil jo je Klemen Slakonja. Kot glasbeni gostji sta nastopili Severina (Moj mokasin skupaj s Klemnom) in Darja Švajger (Prisluhni mi skupaj s Klemnom), Klemen pa je zapel tudi pesem 16 let skomin, ki je vsebovala dele besedil vseh dotedanjih zmagovalk Eme.
Zmagovalka Eme 2011 je bila Maja Keuc s pesmijo Vanilija. Na Pesmi Evrovizije 2011 v Düsseldorfu je Maja zapela angleško različico pesmi z naslovom No One, se uvrstila v finale in zasedla 13. mesto s 96 točkami.

## Nastopajoči
Nastopili so le povabljeni izvajalci oziroma avtorji.
| #   | Izvajalec                           | Skladba               | Avtor glasbe                                    | Avtor besedila                    | Avtor aranžmaja                   |
| --- | ----------------------------------- | --------------------- | ----------------------------------------------- | --------------------------------- | --------------------------------- |
| 1.  | Rock Partyzani                      | Time for Revolution   | Aleš Klinar                                     | Aleš Klinar                       | Aleš Klinar, Franci Zabukovec     |
| 2.  | Tabu                                | Moje luči             | Tomaž Trop                                      | Iztok Melanšek                    | Tabu, Žare Pak                    |
| 3.  | Nina Pušlar                         | Bilo lepo bi          | Martin Štibernik, Dejan Radičević               | Martin Štibernik, Dejan Radičević | Martin Štibernik, Dejan Radičević |
| 4.  | Maja Keuc                           | Vanilija              | Matjaž Vlašič                                   | Urša Vlašič                       | Matjaž Vlašič, Boštjan Grabnar    |
| 5.  | Feliks Langus                       | Disko raj             | Matej Mršnik, Anže Langus                       | Alen Steržaj                      | Anže Langus, Matej Mršnik         |
| 6.  | LeeLooJamais                        | Slovenka              | LeeLooJamais                                    | LeeLooJamais, Sašo Pipič          | LeeLooJamais                      |
| 7.  | April                               | Ladadidej             | Raay                                            | Franci Tepina, Erika Mager, Raay  | Raay                              |
| 8.  | Sylvain, Mike Vale & Hannah Mancini | Ti si tisti           | Miha Vale Detiček                               | Hannah Mancini, Angel Palka       | Gregor Zemljič                    |
| 9.  | Time to Time                        | Pravi čas             | Tomaž Kozlevčar, Nino Kozlevčar, Samo Kozlevčar | Andrej Rozman - Roza              | Tomaž Kozlevčar                   |
| 10. | Omar Naber                          | Bistvo skrito je očem | Omar Naber, Miha Gorše                          | Jure Golobič, Eva Breznikar       | Miha Gorše, Omar Naber            |

## Glasovanje
V prvem krogu glasovanja je strokovna žirija v sestavi Darja Švajger, Mojca Mavec in Severina izmed vseh 10 pesmi izbrala dve, ki sta se uvrstili v superfinale. V superfinalu pa so o zmagovalcu odločali le gledalci preko telefonskega glasovanja.

### Superfinale
| #  | Izvajalec | Skladba   | Tel. glasovi (%) | Uvrstitev |
| -- | --------- | --------- | ---------------- | --------- |
| 1. | April     | Ladadidej | 11.993 (29 %)    | 2.        |
| 2. | Maja Keuc | Vanilija  | 28.908 (71 %)    | 1.        |